# Эгилопс трёхдюймовый
Э́гилопс трёхдюймо́вый (также эгилопс оттопыренный, эгилопс трёхостный; лат. Aegilops triuncialis) — однолетнее травянистое растение; вид рода Эгилопс (Aegilops) семейства Злаки (Poaceae).

## Ботаническое описание

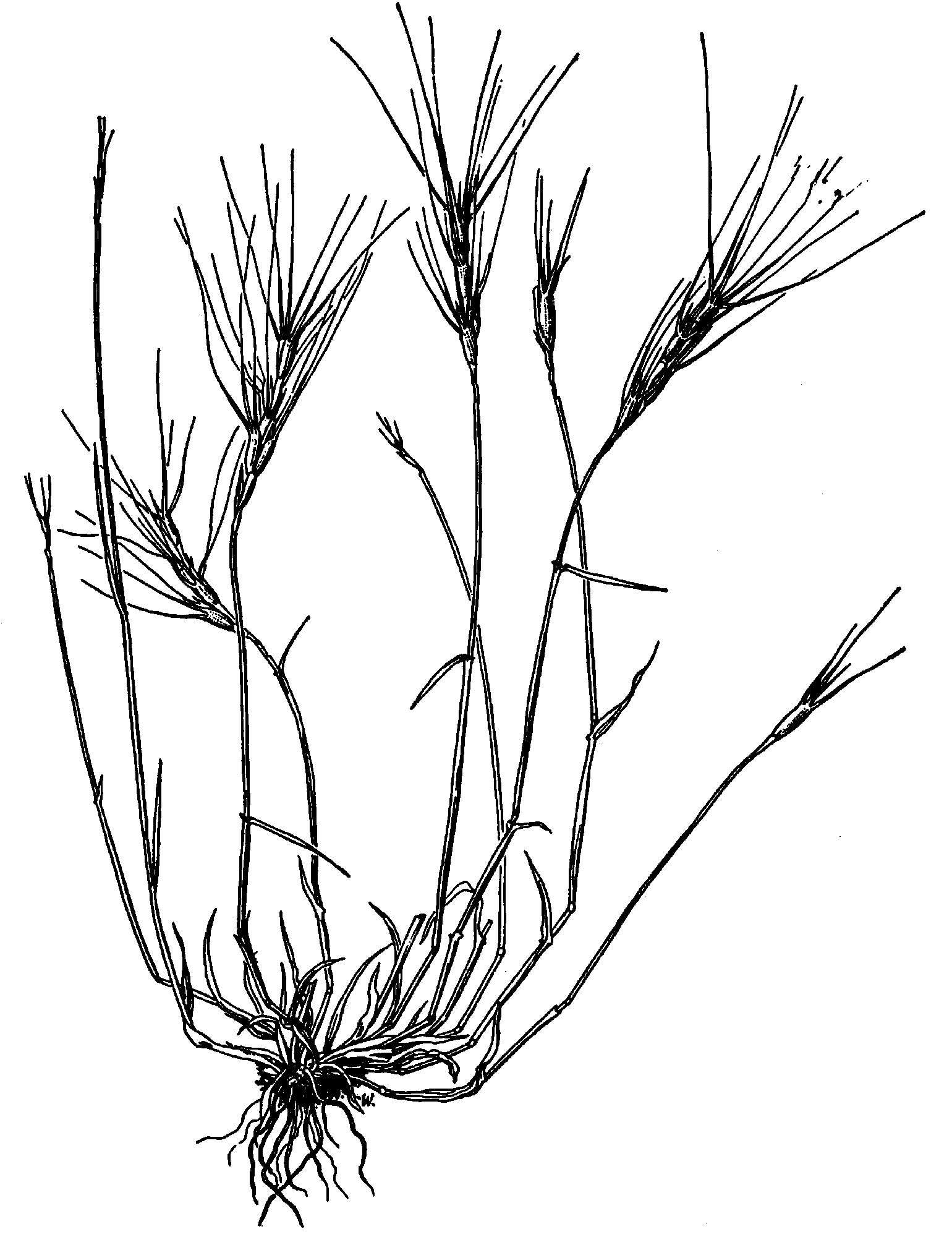
Aegilops triuncialis (рисунок из Руководства по травам Соединённых Штатов, А. С. Хичкок, 1950)

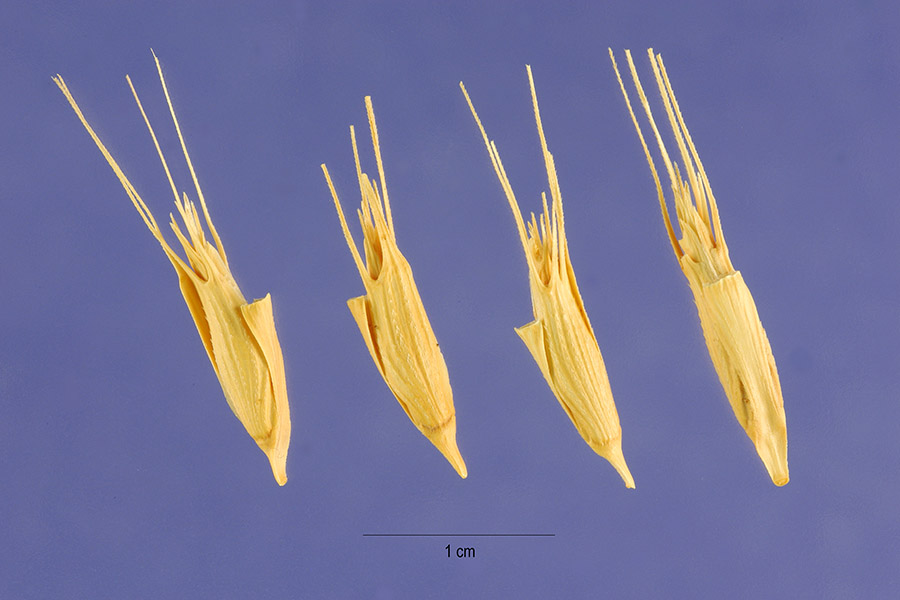
Колючие колоски с длинной остью прицепляются к животным и людям, способствуя распространению растения.

Однолетнее травянистое растение высотой 20-45 см, стебли в большинстве случаев прямостоячие.
Листья линейные, плоские. Листья, язычок и верхняя часть влагалищ листа реснитчатые.
Колосья 3,5-7 см длиной (не считая остей), с 4-5 (реже с 3 или 6) развитыми колосками, узколанцетные. В основании колоса имеются 2-3 рудиментарных колоска. Колосковые чешуи продолговатые, яйцевидные или обратнояйцевидные, менее чем в 2 раза короче прилежащих нижних цветковых чешуй, хрящевато-кожистые, с 7-13 широкими жилками, шероховатые или коротковолосистые, на верхушке с 2-3 немного отклоненными от оси колоса остями. Колосковые чешуи верхнего колоска 4,5-6 мм длиной. Рёбра оси колосьев часто только с острыми бугорками, без более длинных шипиков. Зёрна не срастаются с цветковыми чешуями.
Ветро- и самоопыляющееся растение. Автохор. Размножается семенами. Цветёт в мае, плодоносит в июне. Плоидность 2n=28.

## Синонимика
По данным The Plant List на 2010 год, в синонимику вида входят:
- Aegilopodes triuncialis (L.) Á.Löve
- Aegilopodes triuncialis subsp. persica )Boiss.) Á.Löve
- Aegilopodes triuncialis subsp. triuncialis
- Aegilops aristata Req. ex Bertol.
- Aegilops buschirica Roshev.
- Aegilops croatica Gand.
- Aegilops echinata C.Presl
- Aegilops elongata Lam.
- Aegilops ovata var. triaristata (Willd.) Coss. & Durand
- Aegilops ovata var. triaristata (Willd.) Lindb.
- Aegilops ovata subsp. triaristata (Willd.) Jáv.
- Aegilops persica Boiss.
- Aegilops squarrosa L.
- Aegilops squarrosa subsp. squarrosa (L.) Kihara & Tanaka
- Aegilops triaristata Req. ex Bertol.
- Triticum persicum (Boiss.) Aiton & Hemsl.
- Triticum squarrosum (L.) Raspail
- Triticum triunciale (L.) Raspail
- Triticum trunciale (L.) Raspail[4]

## Распространение и местообитание
Крым, Кавказ (Дагестан, Восточное и Южное Закавказье, Талыш), Средняя Азия (долины рек Сырдарьи и Амударьи в их верхнем течении, Кызылкумы, западный Тянь-Шань, Гиссаро-Дарваз, Копет-Даг), Средиземноморье, Малая Азия, Иран. Заносное во многих других внетропических странах.
На территории США произрастает на западе (Калифорния, Невада) и востоке (Мэриленд) страны.

## Хозяйственное значение
Кормовое. Хорошо поедается всеми видами сельскохозяйственных животных до фазы плодоношения. Возможно использование в селекции для гибридизации с пшеницами.